# Archidiecezja Poitiers
Archidiecezja Poitiers – archidiecezja Kościoła rzymskokatolickiego w zachodniej Francji. Powstała jako diecezja Poitiers w III wieku. W 1801 uzyskała obecny kształt terytorialny. W 2002 decyzją papieża Jana Pawła II została podniesiona do rangi archidiecezji metropolitalnej.